# Giovanni Battista Galestruzzi
Giovanni Battista Galestruzzi  (Florence, 1618 - 1677) est un graveur et un peintre italien baroque actif au XVIIe siècle.

## Biographie
Galestruzzi Giovanni Battista est né à Florence en 1618 où il a été l'élève du peintre Francesco Furini. Par la suite il est parti à Rome où il a rejoint l'Accademia di San Luca en 1652.
À partir de 1654 il réalisa des gravures d'après des œuvres de Polidoro da Caravaggio pour la façade du Palais Milesi de Rome, ainsi qu'une série de gemmes archéologiques antiques  rééditées plusieurs fois. Il a été un graveur accompli et a réalisé des œuvres pour le livre de Leonardo Agostini Le gemme antiche figurate (1657-1659).
Il a été signataire de l'accord de 1677 unissant l'Accademia di san Luca avec l'Académie de France à Rome.

## Œuvres

### Peintures
- Un Putto chevauchant un monstre de mer,
- Bacchanales
- Apollon et Diane attaquant les enfants de Niobé, gravure d'après Polidoro da Caravaggio, histoire de Niobe.
- Procession de suppliants, gravure,
- Sainte Famille, église paroissiale, Soldano
- Buste de femme dans un créneau entre deux vases (v. 1658), gravure,  Palais Milesi, Rome.
- Une Cuirasse entre des paires de chaussures et des vases (v. 1658) gravure de la série de trophées de guerre antique d'après Polidoro da Caravaggio), façade Palais Milesi, Rome,

### Gravures

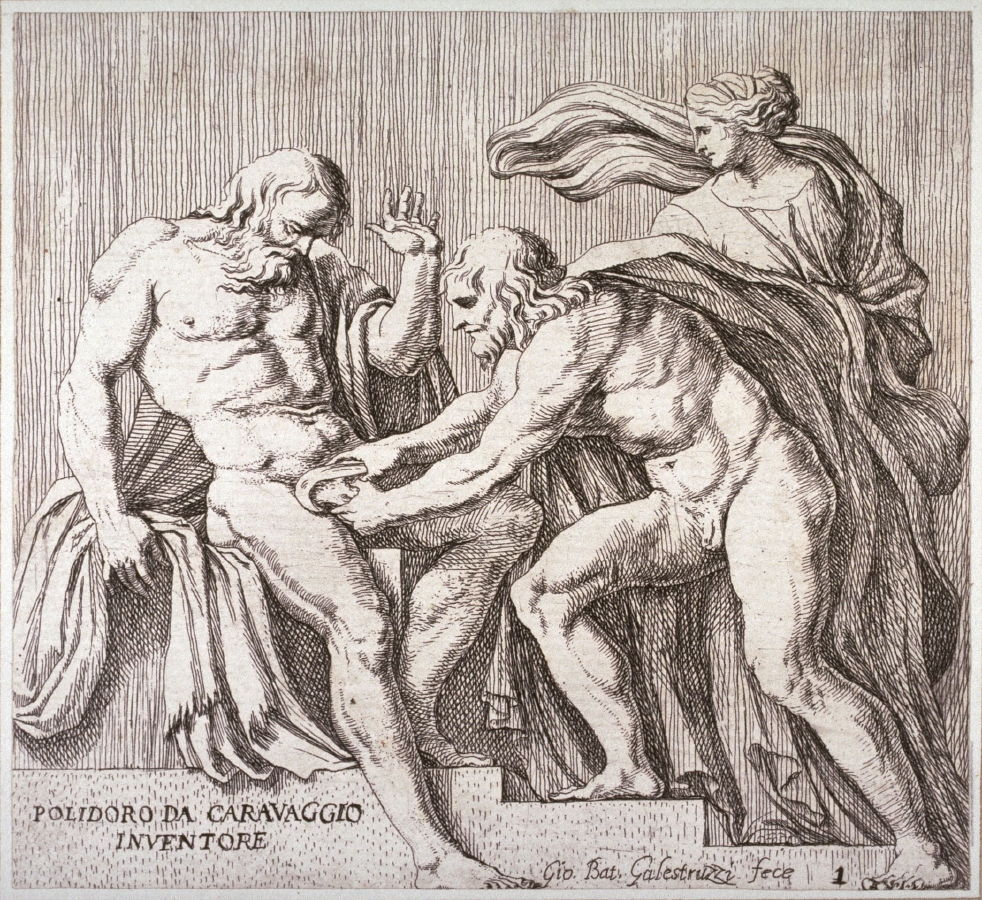
La Castration d'Uranus, d'après Polidoro da Caravaggio.

- Fresques du Palazzo Milesi à Rome, sur l'histoire de Rome, créées par Polidoro da Caravaggio
  - La castration d'Uranus
  - L'enlèvement des Sabines
  - Numa Pompilius donnant leurs lois aux Romains et Lycurgue donnant leurs lois aux Spartiates
  - Les soldats de Cyrus attaquant l'armée de Spargabise
  - La famille de Darius aux pieds d'Alexandre
  - Deux sénateurs s'adressant aux Rois vaincus